# كنيس عاليه
كنيس عاليه (يعقوب) هو الكنيس اليهودي في عاليه (قضاء عاليه، لبنان).

## التاريخ
بعد افتتاح خط السكة الحديد بيروت - دمشق في آب 1895 ، بدأ يهود بيروت يقضون عطلاتهم الصيفية في جبال لبنان في عاليه. قام المحسن عزرا ، ابن يعقوب أنزاروت ، أي عائلة جاكوب ، ببناء كنيس يهودي للجالية اليهودية في عام 1895 والذي سماه يعقوب (الاسم الأول لوالده).
نشرت صحيفة «العالم الإسرائيلي» في 27 تموز 1922 المعلومات التالية:
في ذلك الوقت تم طلاء كنيس عاليه بالطلاء الزيتي وتم تركيب الكهرباء في الكنيس لأول مرة.